# Route nationale 7 (Madagascar)
Pour les articles homonymes, voir Route nationale 7.
La route nationale 7, ou N 7, est une route nationale de Madagascar, reliant Antananarivo à Toliara.

## Description
D'une longueur de 1200 km, elle relie la plupart des villes des hautes terres centrales et constitue le plus important axe routier du pays par l'importance du trafic.

## Parcours
| km  | Lieux                                                                            |
| --- | -------------------------------------------------------------------------------- |
| 0   | Antananarivo                                                                     |
| 69  | Ambatolampy                                                                      |
| 133 | Ambohibary - (Croisement avec N 43 vers Faratsiho, Soavinandriana et Analavory)  |
| 170 | Antsirabe - (Croisement avec N 34 vers Miandrivazo et Malaimbandy)               |
| 259 | Ambositra                                                                        |
| 274 | Ivato - (Croisement avec N 35 vers Ambatofinandrahana, Malaimbandy et Morondava) |
| 352 | Ambohimahasoa - (Croisement avec N 25 vers Mananjary)                            |
| 386 | Alakamisy Ambohimaha - (Croisement avec N 45 vers Parc national de Ranomafana)   |
| 412 | Fianarantsoa - (Croisement avec N 42 vers Ikalamavony)                           |
| 462 | Ambalavao - (Croisement vers Parc national d'Andringitra)                        |
|     | Réserve communautaire d'Anja                                                     |
| 586 | Zazafotsy                                                                        |
| 604 | Ihosy - (Croisement avec N 27 vers Farafangana)                                  |
|     | Ihosy - (Croisement avec N 13 vers Betroka et Tolanaro (Fort-Dauphin)            |
| 697 | Ranohira - (Parc national de l'Isalo)                                            |
|     | Ilakaka                                                                          |
| 793 | Sakaraha - (Parc national de Zombitse-Vohibasia)                                 |
|     | Andranovory - (Croisement avec N 10 vers Ampanihy et Ambovombe)                  |
| 923 | Toliara (Tulear)                                                                 |

## Galerie

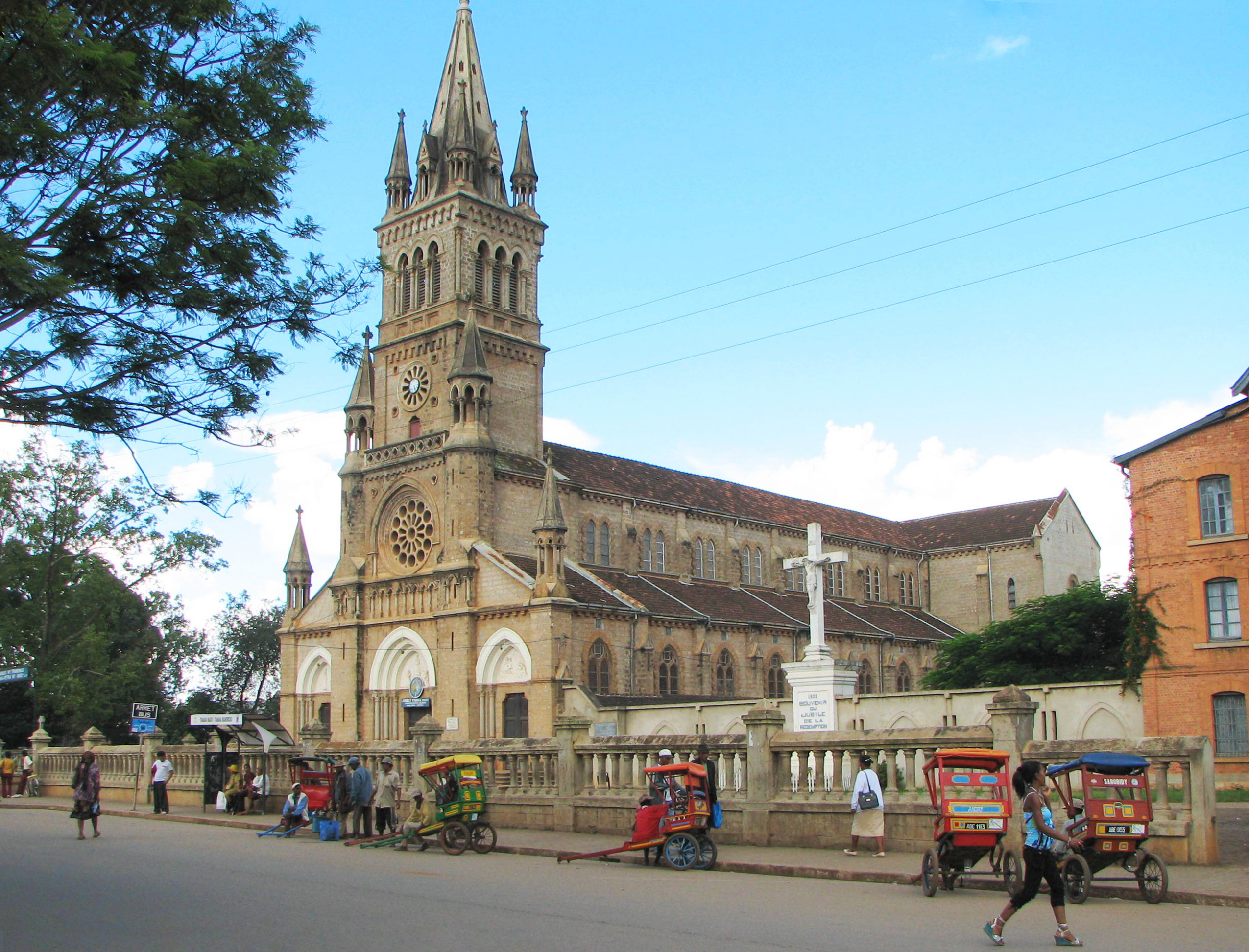
Antsirabe
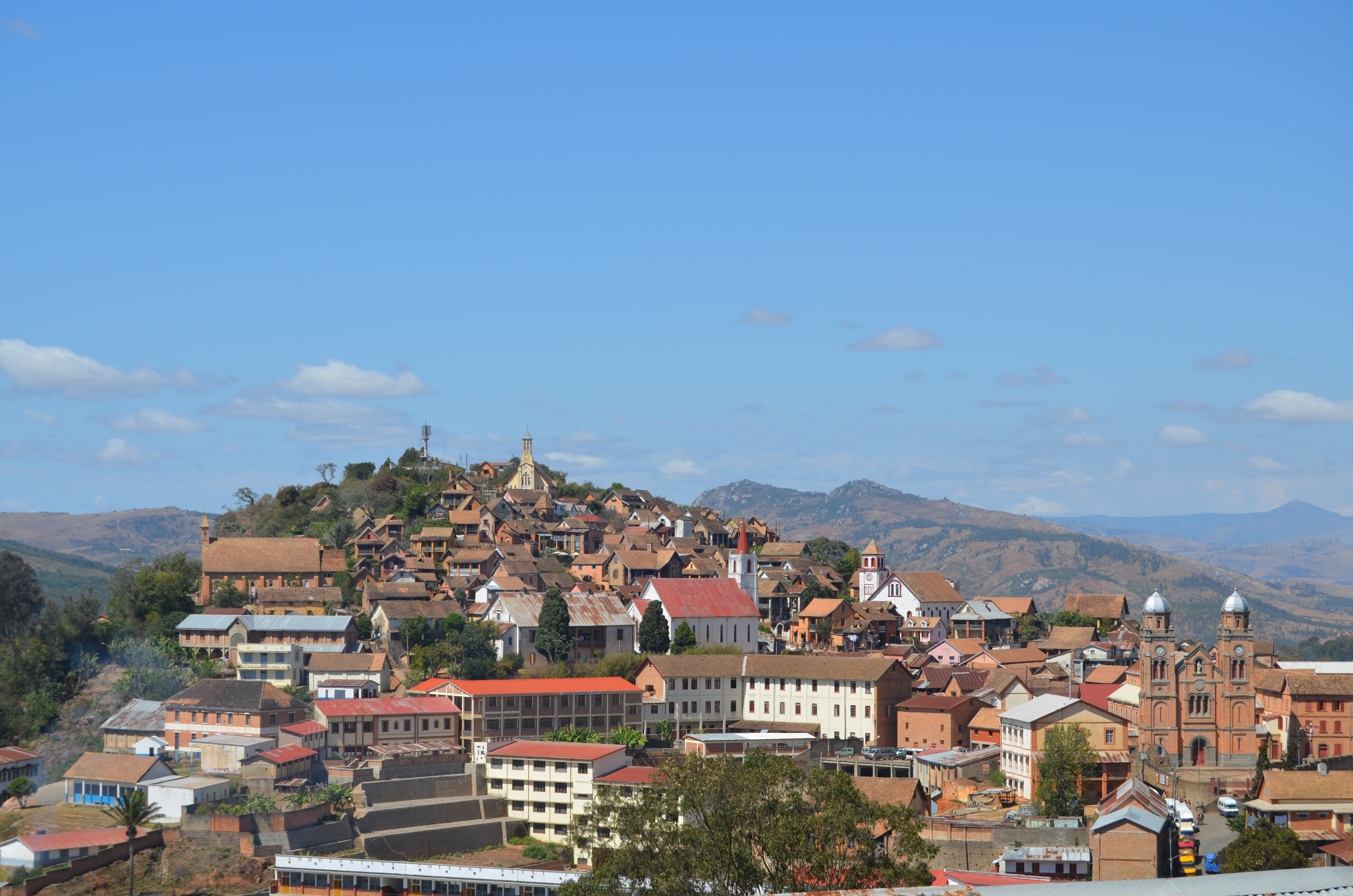
Fianarantsoa
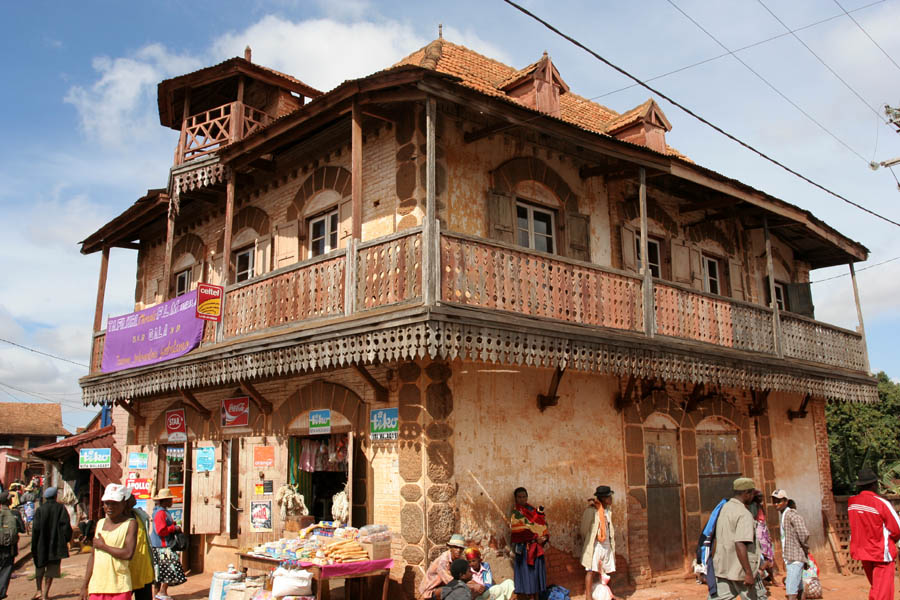
Ambalavao
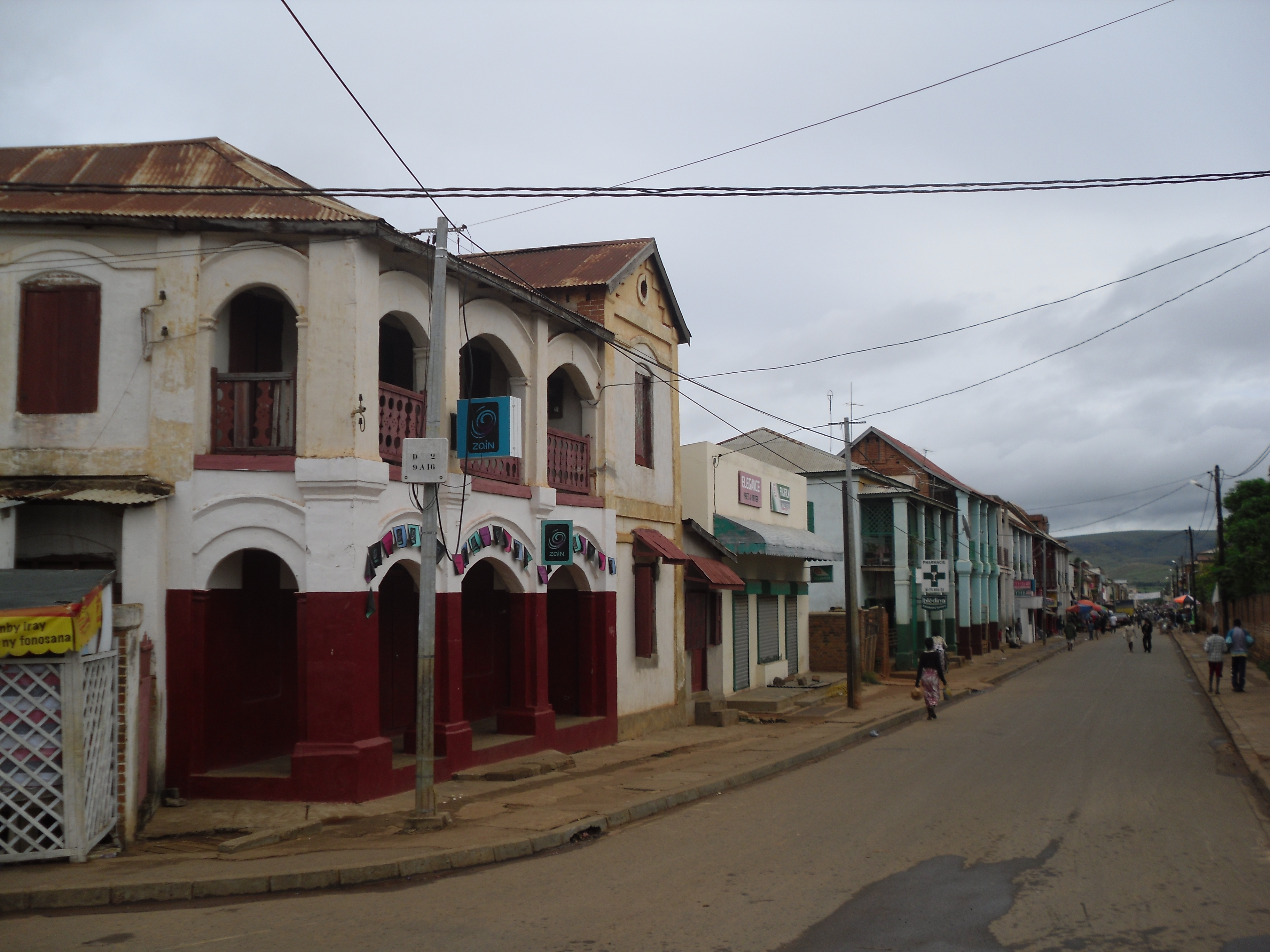
Ihosy
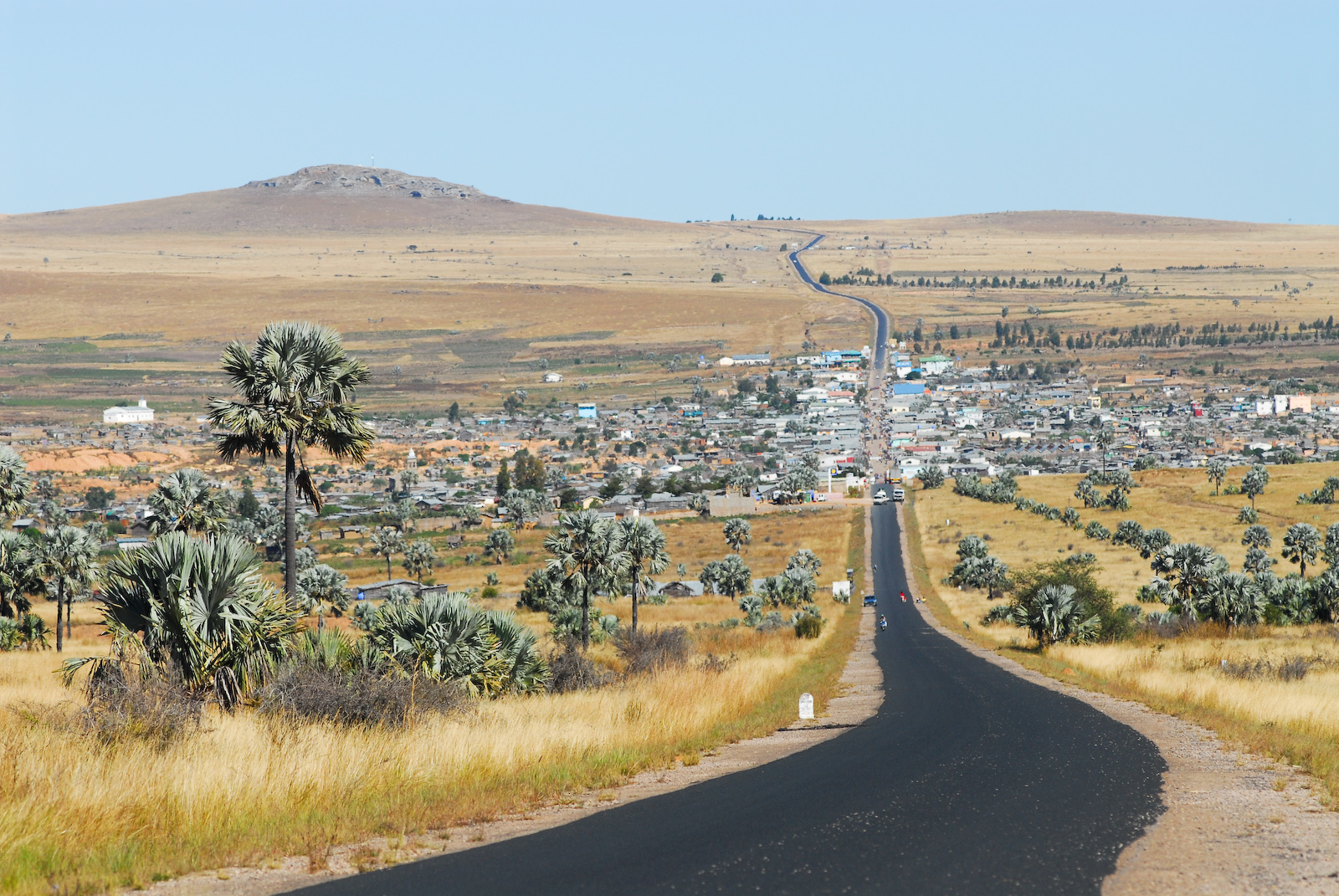
Ilakaka